# Christian Eberstein (politiker)
Christian Gösta Eberstein, född 27 november 1970 i Storbritannien, är en svensk politiker (Kristdemokraterna). Han är kommunalråd med särskilt ansvar för området stöd och omsorg samt ledamot i kommunstyrelsen i Lerums kommun.